# Här kommer en främling från fjärran ort
Här kommer en främling från fjärran ort är en psalmtext av prästen Johan Michael Lindblad, som utgav texten i sitt sånghäfte Andeliga Sånger 1848.
Oscar Ahnfelt komponerade musik till texten och tog med den i Ahnfelts Andeliga Sånger 1850, mer allmänt kallad Ahnfelts sånger. Oscar Ahnfelt bearbetade då också i någon mån texten.

## Publicerad som
- Nr 21 i Hemlandssånger 1891 under rubriken "Högtiderna".
- Nr 111 i Svensk söndagsskolsångbok 1908 under rubriken "Inbjudningssånger".
- Nr 56 Samlingstoner 1919 under rubriken "Väckelsesånger".
- Nr 69 Fridstoner 1926 under rubriken "Frälsnings- och helgelsesånger".
- Nr 140 Guds lov 1935 under rubriken "Väckelse och inbjudan".